# Teleamazonas
Teleamazonas é uma rede de televisão equatoriana fundada em 1974, operado por Centro de Radio y Televisión, Cratel S.A.